# ポメラニア公国の分割
本項では、ポメラニア家の男子による請求を満たすために数度行われたポメラニア公国の分割（ポメラニアこうこくのぶんかつ）について記述する。分割された分領地はその領主である公爵の住処から名付けられた：ポンメルン＝バート、ポンメルン＝デミーン、ポンメルン＝リューゲンヴァルデ、ポンメルン＝シュテッティン、ポンメルン＝シュトルプ、ポンメルン＝ヴォルガスト。いずれの分領地も世襲制ではなく、ポメラニア家の一族が公国全体を相続していた。そのため、分割が繰り返し行われた状態でも公国としての実体は1つしかなかった。唯一の例外はブランデンブルク辺境伯領との戦争の最中である1338年にバルニム3世がポンメルン＝シュテッティンを神聖ローマ皇帝直属の封土として受け取ったときであり、もう1つの分領であるポンメルン＝ヴォルガストが引き続きブランデンブルクの封土に残留した。しかし、後のドイツ王兼神聖ローマ皇帝カール4世がポメラニア公国を帝国直属として承認、リューゲン侯国をポンメルン＝シュテッティンとポンメルン＝ヴォルガストの両方の封土として定めたことで、ブランデンブルクの主張が無効になった。

## 分割
1155年、ポメラニア公国がポンメルン＝デミーンとポンメルン＝シュテッティンに分割された。この分割は短期間の中断を除き1264年まで続いた。
1295年、公国はポンメルン＝ヴォルガストとポンメルン＝シュテッティンに分割された。1368年/1372年、ポンメルン＝シュトルプがポンメルン＝ヴォルガストから分割された。1376年、ポンメルン＝バートがポンメルン＝ヴォルガストから分割された。1402年、ポンメルン＝リューゲンヴァルデがポンメルン＝シュトルプから分離したが、この分領は3年間しか続かなかった。1451年から6年間、ポンメルン＝バートがポンメルン＝ヴォルガストに併合された。1459年、ポンメルン＝シュトルプがポンメルン＝ヴォルガストに併合された。1464年、ポンメルン＝ヴォルガストとブランデンブルク辺境伯領がポンメルン＝シュテッティンの領土を請求したが、1472年と1479年のプレンツラウ条約によりポンメルン＝ヴォルガストに帰属した。1478年、ポンメルン＝バートがポンメルン＝ヴォルガストと合併、ポメラニア公国の内部分裂を一旦終結させた。
1532年、ポメラニア公国は再びポンメルン＝ヴォルガストとポンメルン＝シュテッティンに分割されたが、以前の同名の分領とは形が全く違った。1569年、ポンメルン＝バートがポンメルン＝ヴォルガストから、ポンメルン＝リューゲンヴァルデがポンメルン＝シュテッティンから分割されたが、いずれも以前の形と違った。1625年、ポメラニア公国がグライフ家出身の最後のポメラニア公であるボギスラフ14世のもとで再統一された。しかし、彼は三十年戦争中の1637年、公国がスウェーデンに占領された最中に死去した。
戦後、スウェーデン帝国とブランデンブルク＝プロイセンが1648年のヴェストファーレン条約でポメラニア公国を継承、1653年のシュテッティン条約でスウェーデン領ポメラニアとブランデンブルク＝プロイセン領ポメラニアに分割された。いずれもグライフ家時代のポメラニアと違って世襲領地だった。1679年と1720年にはブランデンブルク＝プロイセン領ポメラニアがスウェーデン領ポメラニアから領土を奪取した。1815年、元ポメラニア公国領の全てがプロイセン領ポンメルン州に併合された。